# Xuất tinh ở nữ giới

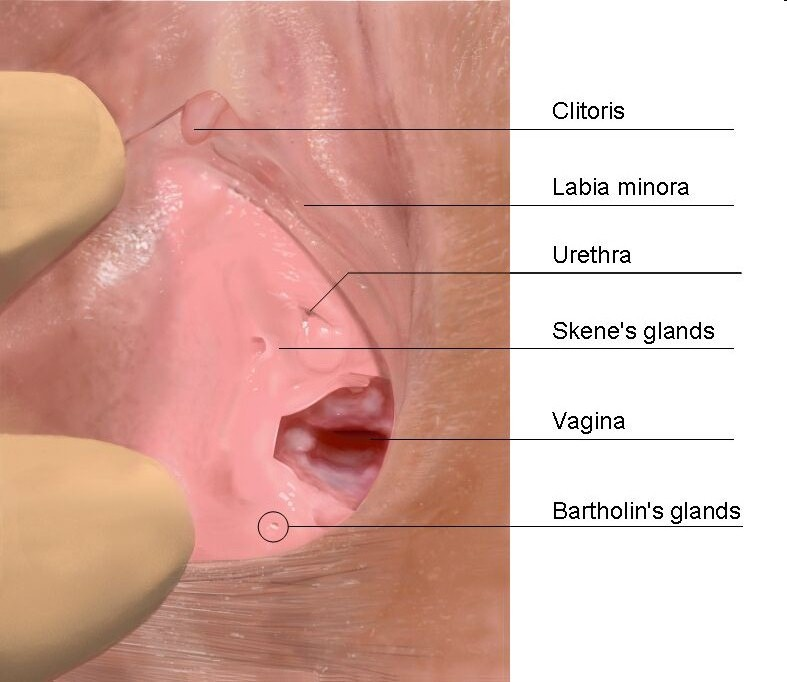
Tuyến Skene được coi là đóng vai trò chính trong xuất tinh ở nữ giới.

Xuất tinh ở nữ giới được đặc trưng là việc chất lỏng từ hoặc gần âm đạo bị đẩy ra ngoài trong hoặc trước khi đạt cực khoái.
Đã có một vài nghiên cứu về xuất tinh ở nữ giới. Phần lớn vấn đề trong việc đi đến thống nhất liên quan đến việc không áp dụng các định nghĩa hoặc phương pháp nghiên cứu đã thống nhất chung. Nghiên cứu đã sử dụng các cá nhân được lựa chọn cao, nghiên cứu có số trường hợp hoặc số lượng đối tượng rất nhỏ, khiến việc khái quát hóa trở nên khó khăn. Hầu hết các nghiên cứu về bản chất của chất lỏng tập trung vào việc xác định xem nó có hoặc không chứa nước tiểu. Một số người tin rằng chất lỏng được tiết ra bởi các ống dẫn quanh niệu đạo nữ giới, nhưng nguồn chính xác và bản chất của chất lỏng vẫn còn gây tranh cãi giữa các chuyên gia y tế, điều này cũng liên quan đến việc nghi ngờ về sự tồn tại của điểm G.

## Báo cáo
Trong các cuộc điều tra câu hỏi, 35-50% phụ nữ cho biết họ đã tiết ra chất lỏng khi đạt cực khoái. Các nghiên cứu khác tìm thấy tỷ lệ là từ 10 tới 69%, tùy thuộc vào các định nghĩa và phương pháp được sử dụng. Ví dụ, Kratochvíl (1994) đã khảo sát 200 phụ nữ và thấy rằng 6% báo cáo xuất tinh, thêm 13% có một số kinh nghiệm và khoảng 60% báo cáo có tiết ra chất lỏng mà không đến mức phun ra thực sự. Các báo cáo về thể tích chất dịch tiết ra khác nhau đáng kể, bắt đầu từ số lượng mà phụ nữ không thể cảm nhận được cho đến trung bình 1-5 ml.
Gợi ý rằng phụ nữ có thể tiết ra chất lỏng ra khỏi vùng sinh dục của họ như một phần của hưng phấn tình dục, đã được nhà văn sức khỏe phụ nữ Rebecca Chalker mô tả là "một trong những câu hỏi được tranh luận sôi nổi nhất trong tình dục học hiện đại". Xuất tinh ở nữ giới đã được thảo luận trong tài liệu giải phẫu, y học và sinh học trong suốt lịch sử ghi lại. Các nhà văn nữ quyền đã đặt câu hỏi về lý do cho sự quan tâm đến xuất tinh ở nữ giới.